# Автошлях E36
Європейський маршрут Е36 —  європейський автомобільний маршрут категорії А, що з'єднує міста Берлін (Німеччина) і Легніца (Польща) . Довжина маршруту — 283 км.

## Міста, через які проходить маршрут
Маршрут Е36 проходить через дві європейські країни:
- : Берлін -  Люббен -  Люббенау - Котбус - Форст -
- :  Жари - Жагань - Болеславец - Легніца

Е36 пов'язаний з маршрутами
|  | - E55 - E30 - E51 - E26 |  | - E28 - E251 - E40 |

## Фотографії

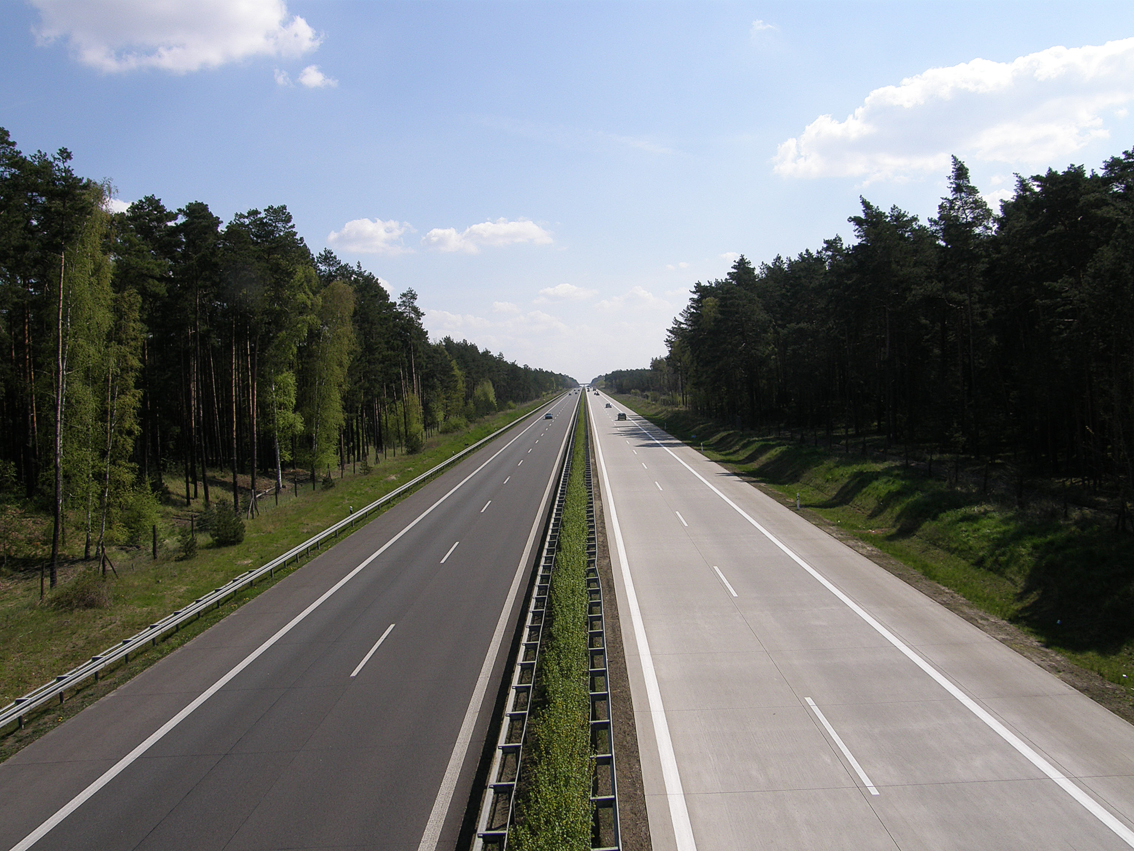
Е36 близько Котбусу
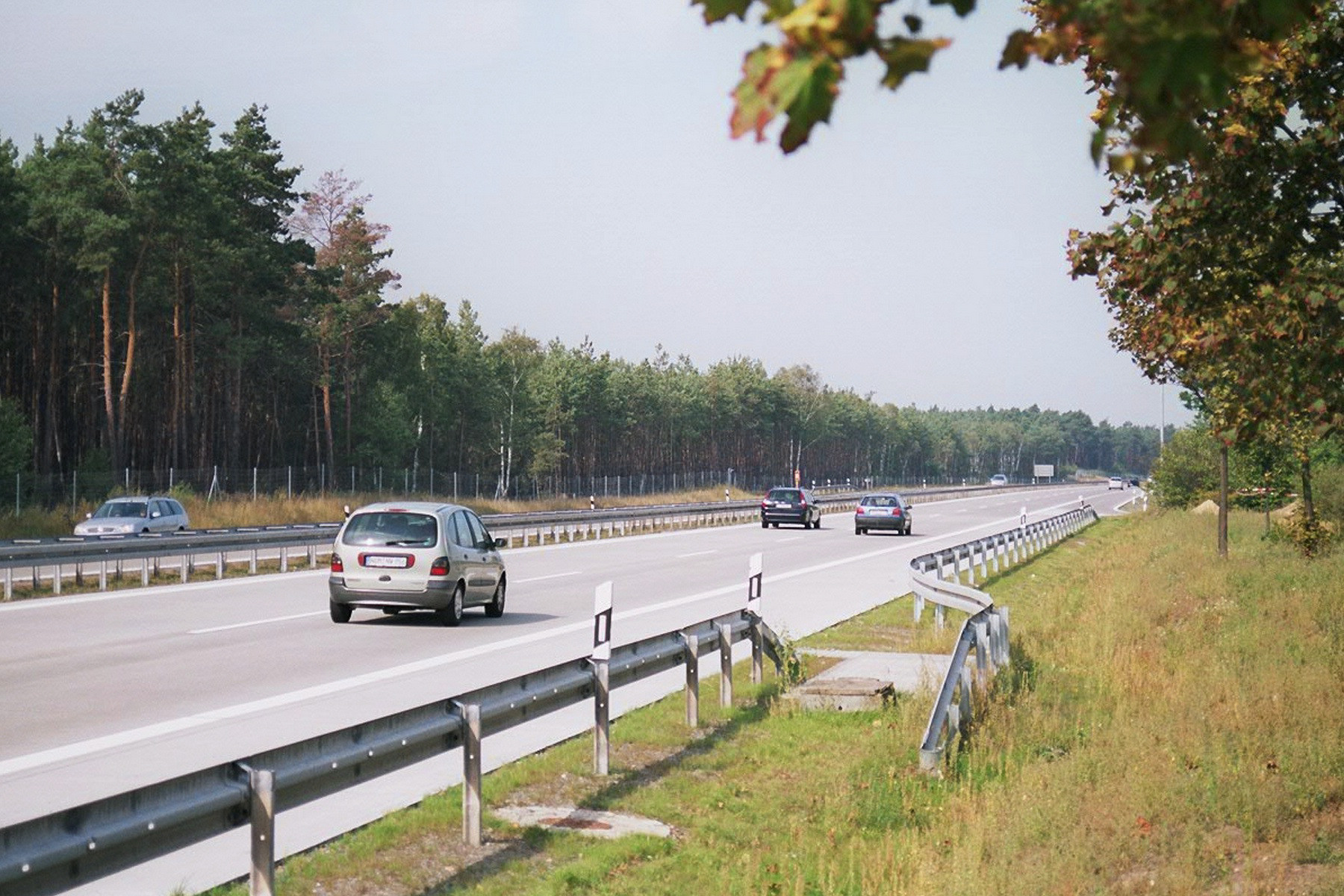
Е36 на південь від Берліна

## Див. Також
- Список європейських автомобільних маршрутів